# Tom Barrett (mecánico)
Tom Barrett (21 de noviembre de 1891 - 27 de septiembre de 1924) fue un mecánico de a bordo británico, cuya muerte en el Gran Premio de San Sebastián de 1924 puso fin a la práctica de que los pilotos fueran acompañados por un mecánico en los grandes premios de automovilismo, imponiendo los monoplazas en este tipo de carreras.
Por entonces, las carreras se disputaban recorriendo largos trayectos por carretera con coches poco fiables, en lugar de dar vueltas a un circuito preparado con un lugar adecuado para realizar reparaciones, y por lo tanto, era necesario llevar un mecánico a bordo del automóvil.

## Vida y carrera temprana
Barrett nació en 1891 en Prestwood Road (Wolverhampton), uno de nueve hermanos. Su padre, George Barrett, originario de la zona rural de Essex, llegó a Wolverhampton para trabajar en las fábricas de la localidad. Tom y su hermano mayor William se emplearon como aprendices en la fábrica de bombas de Joseph Evans & Sons, donde también trabajaba su padre.
Durante la Primera Guerra Mundial, Barrett trabajó en Guy Motors. En lugar de producir camiones, durante la guerra se dedicó a producir pequeños mecanismos, como los fusibles de las cargas de profundidad. Al igual que pasó con el futuro piloto que corrió con Barrett, Kenelm Lee Guinness, este trabajo fue lo suficientemente importante como para equipararse al servicio militar durante la guerra.
En 1915, Barrett se casó con Lillian Ivy Worthington-Roberts. Se mudaron a Burleigh Road, Wolverhampton, permaneciendo cerca de los talleres de ingeniería de Wolverhampton. Continuó siendo un miembro activo de la congregación local y se convirtió en miembro del coro de la iglesia de St. John.
A principios de 1918, la compañía Guy comenzó a trabajar en motores aeronáuticos, previendo posibles grandes pedidos para los motores aeronáuticos ABC Wasp y Dragonfly, que finalmente no se materializaron. De hecho, solo lograron producir un prototipo completo de cada uno, antes de que el lote de producción semiacabado se transfiriera a otra fábrica. Después del final de la guerra, la fábrica de motores aeronáuticos de la compañía Guy se cerró. Sin embargo, Barrett conservó su interés por los motores aeronáuticos, y comenzó a trabajar en la cercana factoría de Sunbeam. El mercado de motores aeronáuticos en aquel momento estaba inundado por los excedentes de guerra y, por lo tanto, Sunbeam se centró en los nuevos motores para dirigibles.
En 1921, sin embargo, los accidentes de las aeronaves hicieron que este trabajo resultara menos atractivo, por lo que Tom se cambió al 'Departamento Experimental' de Sunbeam, participamdo en sus exitosos automóviles de carreras, incluido el Sunbeam 350HP. Los turismos de Sunbeam fueron muy apreciados en este período, y el prestigio y la innovación en ingeniería derivados de la participación en las carreras se consideraron una parte importante de este éxito.

## Accidente de 1924
Los pilotos de Sunbeam para las pruebas del Grand Prix fueron Henry Segrave y Kenelm Lee Guinness. El mecánico habitual de Guinness, Bill Perkins, había resultado herido unas semanas antes en un accidente en Brooklands, cuando el piloto Dario Resta había muerto.
Dos mecánicos viajaron a España con Segrave y Guinness: Tom Barrett y el italiano Marocchi. Dado que Segrave hablaba un poco de italiano, Marocchi le acompañaba en uno de los coches, mientras que Guinness y Barrett ocupaban el otro.
El día de septiembre previsto para la carrera amaneció lluvioso, y la pista estaba resbaladiza. Se intentó mejorar la adherencia rociando arena sobre la pista, pero la tierra de los campos locales que se usó era más arcilla que arena, y en realidad empeoró las cosas.
En la vuelta 11, el coche de Guinness chocó con otro, lo que junto con la superficie resbaladiza, hizo que perdiera el control. Se salió de la pista, giró, rodó y cruzó de nuevo la calzada antes de detenerse. Ambos ocupantes fueron despedidos del automóvil y cayeron por una trinchera del ferrocarril. Barrett falleció al instante. Guinness fue un poco más afortunado: su caída fue interrumpida por algunos cables del telégrafo, aunque resultó gravemente herido. Nunca corrió de nuevo y posiblemente pudo haber sido afectado de forma permanente por el accidente, situación que culminó en su suicidio en 1937.
Segrave siempre fue conocido por su preocupación por los demás miembros de su equipo, pero desconocía el accidente. Después de ganar la carrera, se horrorizó al descubrir el destino de sus compañeros.
El 16 de octubre de 1924, Barrett fue enterrado en la iglesia de la Santa Trinidad de Heath Town, Wolverhampton. Muchos de sus colegas de ingeniería de las empresas Sunbeam, Guy y Joseph Evans asistieron al sepelio.
Después del accidente, Lillian recibió un trabajo en Sunbeam. Más adelante, trabajó como enfermera auxiliar en el Wolverhampton Royal Hospital.

## Cambios en el reglamento
Después de este accidente, se cambiaron las reglas para que los mecánicos ya no acompañaran a los pilotos durante la carrera. Por lo tanto, la muerte prematura de Barrett ha contribuido a salvar muchas vidas y lesiones en las carreras automovilísticas. Sin embargo, el requisito de disponer dos asientos en las clases de sports car racing se ha mantenido hasta la actualidad.

## Reconocimientos
- La nieta de Barrett apareció en el programa televisivo de la BBC Antiques Road Show en mayo de 2018, con recuerdos de los años en las carreras de su abuelo.[5]